# Seamus
«Seamus» (укр. «Шеймус») — пісня групи «Pink Floyd» з альбому 1971 року «Meddle». Представлена на стороні "A" п'ятим по рахунку треком . Авторами записаної в блюзовому стилі композиції є всі члени гурту. Вокальна партія в «Seamus» виконується Девідом Гілмором. У записі брала участь собака, яка належала Стіву Маріотту, колишньому гітаристу групи «Small Faces», Гілмор привів її в студію, поки господар був на гастролях . Зрештою, в честь цієї собаки і була названа пісня. Композиція «Seamus» була також випущена на синглі «One Of These Days / Seamus» в Японії у 1971 році .

## «Mademoiselle Nobs»
Окрім альбомної версії композиції відомо також про виконання «Seamus» без лірики в музичному фільмі Адріана Мабена 1972 року «Pink Floyd: Live at Pompeii» під назвою «Mademoiselle Nobs» . У цій версії Гілмор грав на губній гармоніці, Роджер Вотерс - на електрогітарі , Річард Райт тримав собаку і підносив до неї мікрофон. У записі брала участь собака породи російський хорт на прізвисько «Nobs», що належала Жозефу Бульйону, власнику одного з паризьких цирків. Собаку привела до студії в передмісті Парижа дочка Жозефа - Мадонна .

## Цікаві факти
- Композиція «Seamus» звучить на початку та наприкінці фільму Тома Стоппарда 1990 року «Розенкранц і Гільденстерн мертві» («Rosencrantz & Guildenstern Are Dead»).
- Коментар до пісні Девіда Гілмора [4][9]:

|  | Номер «Seamus» дуже дотепний, щоправда, я не знаю, чи потрібно було робити його як на альбомі, адже це було не стільки дотепно для інших, як для нас самих. |

- Запис гавкоту та виття собак «Pink Floyd» використовували також і в композиції «Dogs» на альбомі «Animals» 1977 року.

## Учасники запису
Meddle
- Девід Гілмор - акустична гітара, губна гармоніка, вокал;
- Роджер Вотерс - бас-гітара;
- Річард Райт - фортепіано;
- пес Шеймус - завивання.

Live at Pompeii
- Девід Гілмор - губна гармоніка
- Роджер Уотерс - електрична гітара, бас-гітара (за допомогою накладання в студії)
- пес Нобс - завивання